# Puntius chola
Puntius chola es una especie de peces de la familia de los Cyprinidae en el orden de los Cypriniformes.

## Morfología
Los machos pueden llegar alcanzar los 15 cm de longitud total.

## Hábitat
Es un pez de agua dulce.

## Distribución geográfica
Se encuentra en el Pakistán, la India, Nepal, Bangladés, Sri Lanka, Birmania y Bután.